# Ntlhantlhe
Ntlhantlhe is een dorp in het district Southern in Botswana. De plaats telt 2342 inwoners (2011).